# Peter Jonas Bergius

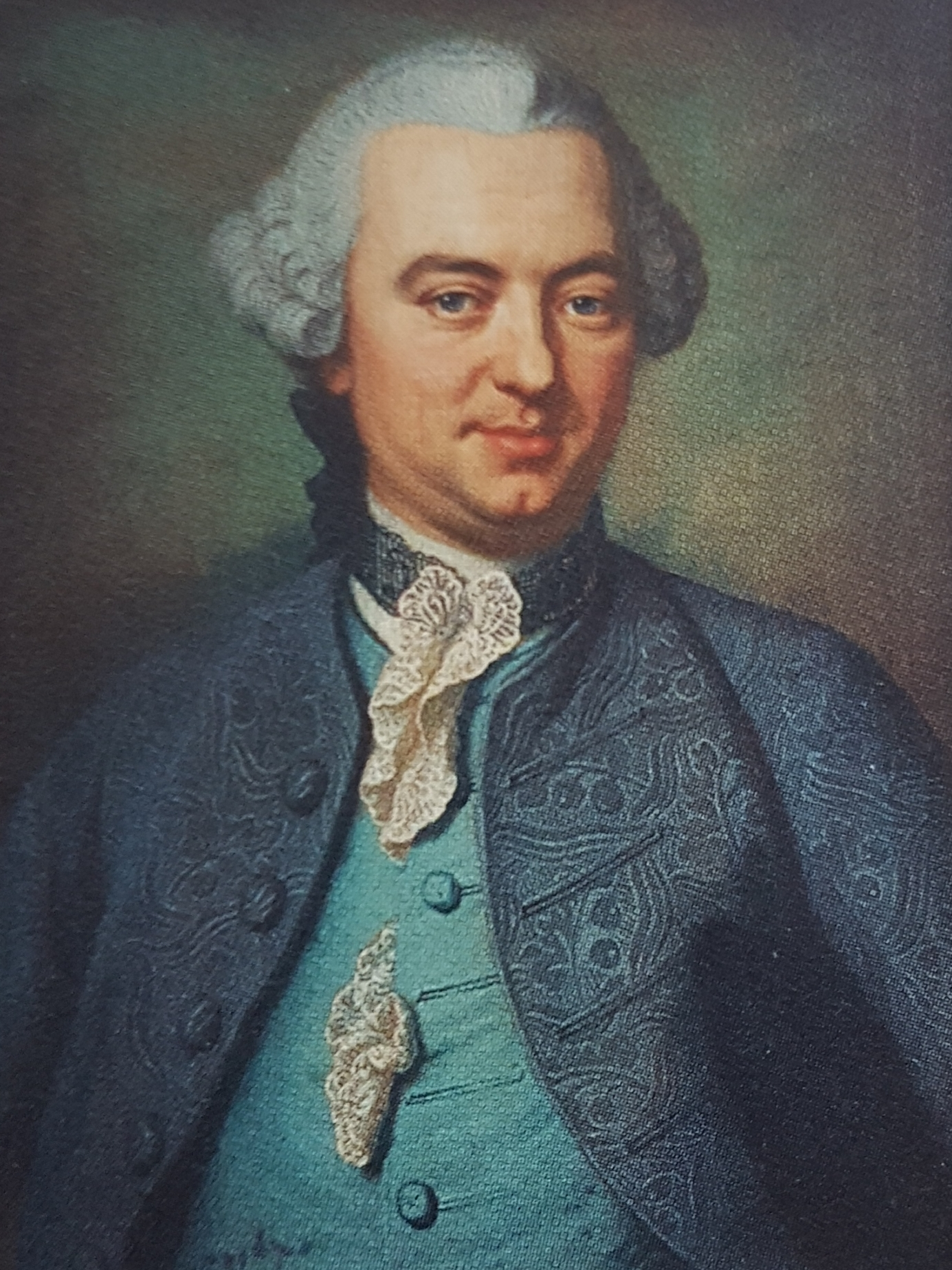
Peter Jonas Bergius 1730–1790

Peter Jonas Bergius (* 6. Juli 1730 in Eriksstad, Provinz Småland; † 10. Juli 1790 in Stockholm) war ein schwedischer Mediziner und Naturwissenschaftler. Sein offizielles botanisches Autorenkürzel lautet „P.J.Bergius“.

## Leben
Peter Jonas Bergius war das jüngste von sieben Kindern. Die Eltern starben früh. Im Alter von 16 Jahren ging er an die Universität Lund, zunächst um Theologie zu studieren. Später ging er nach Uppsala und studierte bei Carl von Linné und Nils Rosén von Rosenstein Botanik und Medizin. 1755 ging er nach Stockholm und eröffnete eine Arztpraxis. Er veröffentlichte Bücher und Publikationen über Medizin und Botanik. 1761 wurde für Bergius am Collegium medicum eine Professur für Naturgeschichte und Pharmazie eingerichtet. 1758 wurde er zum Mitglied der Schwedischen Akademie der Wissenschaften, 1767 zum Mitglied der Leopoldina, 1778 zum Mitglied der Göttinger Akademie der Wissenschaften und 1785 zum Mitglied der American Academy of Arts and Sciences gewählt. Im Dezember 1776 wurde er zum Ehrenmitglied der Russischen Akademie der Wissenschaften in Sankt Petersburg gewählt.
Zusammen mit seinem Bruder Bengt (1723–1784) stiftete Bergius in Stockholm den Bergianska trädgården.

## Werke

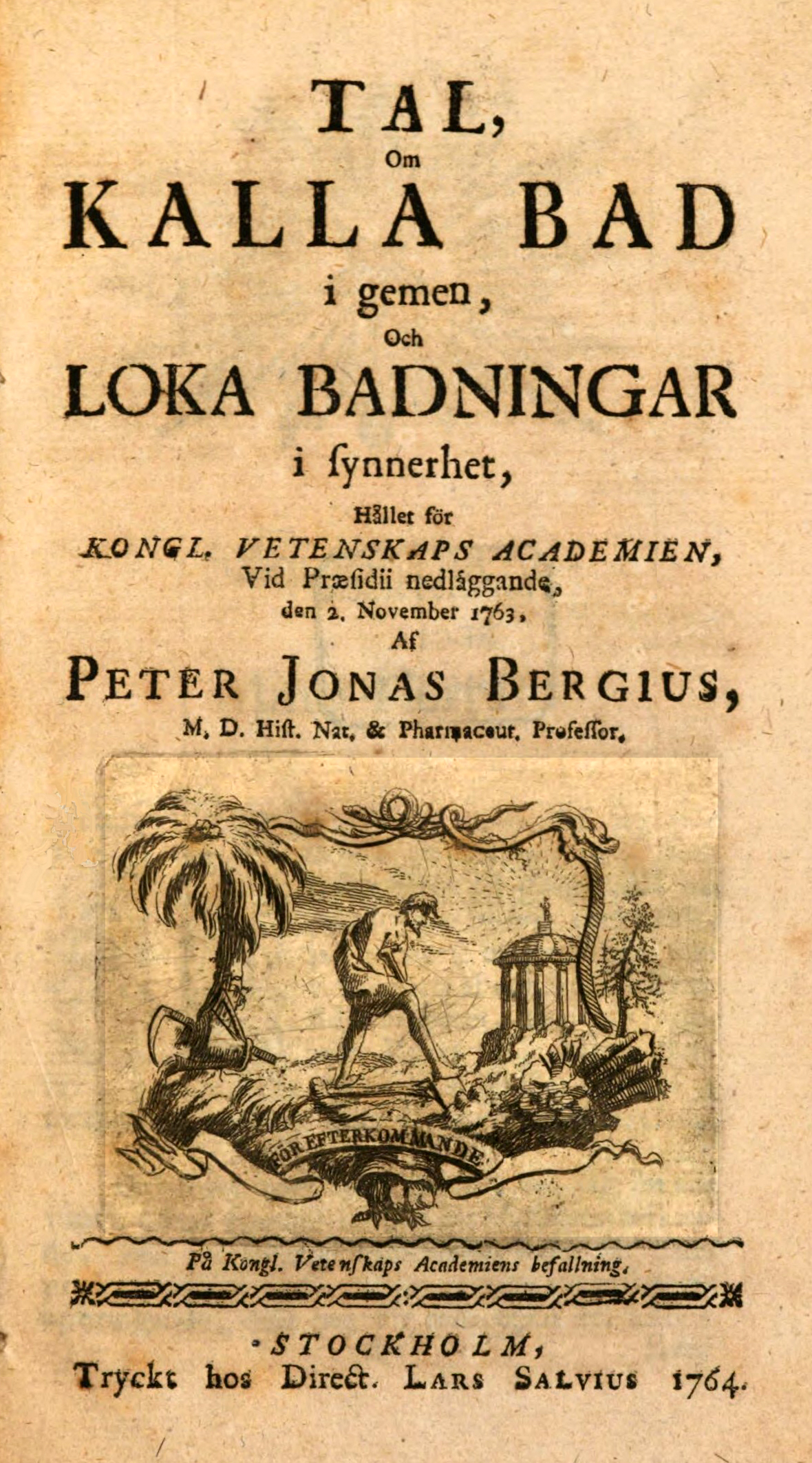
Tal, om kalla bad i gemen, och loka badningar i synnerhet. (Über kalte Bäder im Allgemeinen und heiße Bäder im Besonderen.) 1764. Titelblatt

- Semina muscorum detecta. Upsala 1750 (Digitalisat)
- Foersoek til de uti Swerige gangbare sjukdomars utreonande for aer 1755. (Bericht über die 1755 in Schweden endemischen Krankheiten.) Stockholm 1756
- Tvänne svar på Frågan om orsakerne, hvarföre Gikt har i de senare åren blifoit en mera allmän, sjukdom i Landet, än tilförene? (Zwei Antworten auf die Frage nach den Ursachen, warum ist Gicht in den letzten Jahren hierzulande zu einer häufigeren Krankheit geworden als zuvor?) Stockholm 1762 (Digitalisat)
- Tal, om kalla bad i gemen, och loka badningar i synnerhet. (Über kalte Bäder im Allgemeinen und heiße Bäder im Besonderen.) Stockholm 1764 (Digitalisat)
  - (J. G. Georgi Übersetzer) Abhandlung von denen Kalten Bädern überhaupt und von dem Baden in Loka insonderheit. Drevenstädt Stettin 1766 (Digitalisat)
  - (Joachim Jacob Rhades Übersetzer) Von dem Nutzen der kalten Bäder. Neue Akademische Buchhandlung, Marburg 1793 (Digitalisat)
- Descriptiones plantarum ex capite bonae spei: cum tabulis aeneis. Stockholm 1767 (Digitalisat)
- (Zusammen mit Eduard Sandifort) Bedenklichkeiten bey der Einimpfung der Viehseuche. Holle, Leipzig 1772 (Digitalisat)
- Materia medica e regno vegetabili: sistens simplicia officinalia pariter atque culinaria ; secundum systema sexuale. Hesselberg, Stockholm 1778. Band 1 (Digitalisat), Band 2 (Digitalisat);

2. Auflage, Hesselberg, Stockholm 1782, Band 1 (Digitalisat), Band 2 (Digitalisat)
- Über die Kur lungensüchtiger Personen durch den Aufenthalt in Viehställen. (Sammlung auserlesener Abhandlungen zum Gebrauch für praktische Aerzte). Dyck, Leipzig 1793.
- (D. C. G. Gröning Übersetzer.) Von Obstgärten und deren Beförderung in Schweden. Grässische Buchhandlung, Leipzig 1794 (Digitalisat)

## Ehrungen
Ihm zu Ehren wurden die Pflanzengattungen Bergia L. und Bergella (A.Gray) Schnizl. aus der Familie der Tännelgewächse (Elatinaceae) benannt.